# Afrika-Cup 1980/Qualifikation
Insgesamt 28 Mannschaften meldeten sich zur Teilnahme am Afrika-Cup 1980 in Nigeria. 
Die Qualifikation ging über drei KO-Runden. Vier Mannschaften traten zur Qualifikation nicht an. Gastgeber und Titelverteidiger waren von den Qualifikationsspielen befreit.

## Qualifikationsspiele

### Vorausscheidung
| Datum      |            | Ergebnis |            |
| ---------- | ---------- | -------- | ---------- |
| 03.12.1978 | Madagaskar | 2:1      | Malawi     |
| 17.12.1978 | Malawi     | 5:1      | Madagaskar |
| Gesamt:    | Madagaskar | 3:6      | Malawi     |

| Datum      |           | Ergebnis  |           |
| ---------- | --------- | --------- | --------- |
| 12.08.1979 | Mauritius | 0:1       | Lesotho   |
| 26.08.1979 | Lesotho   | 1:2       | Mauritius |
| Gesamt:    | Mauritius | (a)2:2(a) | Lesotho   |

### Erste Hauptrunde
|          | Ergebnis |                        |
| -------- | -------- | ---------------------- |
| Algerien |          | Burundi zurückgezogen  |
| Kenia    |          | Tunesien zurückgezogen |
| Ägypten  |          | Somalia zurückgezogen  |
| Sudan    |          | Uganda zurückgezogen   |

| Datum      |           | Ergebnis |           |
| ---------- | --------- | -------- | --------- |
| 16.09.1979 | Libyen    | 2:1      | Äthiopien |
| 30.09.1979 | Äthiopien | 1:1      | Libyen    |
| Gesamt:    | Libyen    | 3:2      | Äthiopien |

| Datum      |             | Ergebnis |             |
| ---------- | ----------- | -------- | ----------- |
| 16.09.1979 | Mauretanien | 2:2      | Marokko     |
| 30.09.1979 | Marokko     | 4:1      | Mauretanien |
| Gesamt:    | Mauretanien | 3:6      | Marokko     |

| Datum      |      | Ergebnis |        |
| ---------- | ---- | -------- | ------ |
| 16.09.1979 | Togo | 2:0      | Togo   |
| 30.09.1979 | Togo | 1:0      | Togo   |
| Gesamt:    | Togo | 2:1      | Gambia |

| Datum      |                | Ergebnis |                |
| ---------- | -------------- | -------- | -------------- |
| 16.09.1979 | Benin          | 1:0      | Elfenbeinküste |
| 30.09.1979 | Elfenbeinküste | 4:1      | Benin          |
| Gesamt:    | Benin          | 2:4      | Elfenbeinküste |

| Datum      |        | Ergebnis |        |
| ---------- | ------ | -------- | ------ |
| 15.04.1979 | Malawi | 0:2      | Sambia |
| 29.04.1979 | Sambia | 2:0      | Malawi |
| Gesamt:    | Malawi | 0:4      | Sambia |

| Datum      |           | Ergebnis |           |
| ---------- | --------- | -------- | --------- |
| 16.09.1979 | Mauritius | 3:2      | Sambia    |
| 30.09.1979 | Sambia    | 4:0      | Mauritius |
| Gesamt:    | Mauritius | 3:6      | Tansania  |

| Datum      |         | Ergebnis        |         |
| ---------- | ------- | --------------- | ------- |
| 16.09.1979 | Guinea  | 3:0             | Kamerun |
| 30.09.1979 | Kamerun | 3:0             | Guinea  |
| Gesamt:    | Guinea  | 3:3 (?:? i. E.) | Kamerun |

| Datum      |                     | Ergebnis |                     |
| ---------- | ------------------- | -------- | ------------------- |
| 16.09.1979 | Volksrepublik Kongo | 4:2      | Zaire               |
| 30.09.1979 | Zaire               | 4:1      | Volksrepublik Kongo |
| Gesamt:    | Volksrepublik Kongo | 5:6      | Zaire               |

### Zweite Hauptrunde
| Datum      |          | Ergebnis |         |
| ---------- | -------- | -------- | ------- |
| 24.10.1979 | Lesotho  | 3:1      | Libyen  |
| 06.11.1979 | Libyen   | 1:0      | Lesotho |
| Gesamt:    | Algerien | 3:2      | Libyen  |

| Datum      |         | Ergebnis |         |
| ---------- | ------- | -------- | ------- |
| 24.10.1979 | Kenia   | 3:1      | Ägypten |
| 06.11.1979 | Ägypten | 3:0      | Kenia   |
| Gesamt:    | Kenia   | 3:4      | Ägypten |

| Datum      |         | Ergebnis |         |
| ---------- | ------- | -------- | ------- |
| 28.10.1979 | Marokko | 7:0      | Togo    |
| 11.11.1979 | Togo    | 2:1      | Marokko |
| Gesamt:    | Marokko | 8:2      | Togo    |

| Datum      |                | Ergebnis |                |
| ---------- | -------------- | -------- | -------------- |
| 28.10.1979 | Sudan          | 2:0      | Elfenbeinküste |
| 11.11.1979 | Elfenbeinküste | 4:0      | Sudan          |
| Gesamt:    | Sudan          | 2:4      | Elfenbeinküste |

| Datum      |          | Ergebnis |        |
| ---------- | -------- | -------- | ------ |
| 28.10.1979 | Sambia   | 1:0      | Sambia |
| 11.11.1979 | Sambia   | 1:1      | Sambia |
| Gesamt:    | Tansania | 2:1      | Sambia |

| Datum      |        | Ergebnis |        |
| ---------- | ------ | -------- | ------ |
| 28.10.1979 | Zaire  | 3:2      | Guinea |
| 11.11.1979 | Guinea | 3:1      | Zaire  |
| Gesamt:    | Zaire  | 4:5      | Guinea |

automatisch qualifiziert:
- Ghana (Titelverteidiger)
- Nigeria (Gastgeber)